# Ben 10: El secreto del Omnitrix
Ben 10: El secreto del Omnitrix (Ben 10: Secret of The Omnitrix en inglés) es una película de animación basada en la serie de televisión Ben 10 producida por Cartoon Network Studios. Es la primera película de la franquicia Ben 10 y la primera hecha en animación (ya que la segunda se hizo con actores reales y la tercera -Ben 10: Destroy All Aliens- se hizo en animación por ordenador). Fue escrita por Greg Klein, Thomas Pugsley y Scooter Tidwell y dirigida por Sebastian O. Montes III. 
Su estreno fue el 10 de agosto del 2007. Consta de tres versiones diferentes.

## Argumento
Gwen y Max fueron colgados sobre un tanque de ácido por el Dr. Ánimo, mientras este termina su bomba de ADN usando un reactor nuclear. Ben, convertido en alíen héroe (según la versión que se utiliza) llega para arruinar su plan. Ánimo le echa encima a una mantis mutante, pero Ben tiene tiempo para luchar y rescatar a su familia. Debido a que este no puede apagar el reactor, lo destruye haciendo estallar la bomba de ADN y afectando al Omnitrix. 
Ben ve que el Omnitrix actúa extraño, pero decide ocuparlo para transformarse en insectoide, el cual pasa a convertirse en Bestia, luego en diamante y al final en materia gris, Gwen le advierte que el Dr. Ánimo se escapa.  Ben (Materia Gris) persigue a Ánimo en la Tabla 3-21, la cual es fundida por los ácidos. 
Ánimo arroja a Ben (Materia Gris) a un tanque de ácido, pero este se sujeta de una cadena colgante y vuelve a ser Ben y cae, pero es salvado por un hechizo de Gwen mientras Ánimo escapa, pero se choca con un tubo de Vapor lo que ahoga a su mutante y le cae encima, donde es llevando a prisión detrás de escena. 
Los tres van al centro comercial por idea de Gwen, cuando esta termina de probarse ropa el Omnitrix libera una extraña energía haciendo que los expulsen de allí y vuelven al camper. A mitad de la noche despiertan por una extraña luz y Ben va a atacar, pero es detenido por Tetrax, este vino a buscarlo para decirle que el Omnitrix estaba en M. D. A. (Modo De Autodestrucción) y que debían buscar a Azmuth el creador del Omnitrix para repararlo.
Solo va Ben donde el abuelo Max le desea buena suerte. Dentro de la nave Tetrax muestra a Ben todo su interior, a Gluto (el piloto de la nave de Tetrax) y al final de este recorrido analizan el Omnitrix para determinar el paradero de Azmuth y se detecta un intruso. Ben iba a transformarse en XLR8 pero se transformó en Bestia, buscando con sus sentidos súper desarrollados vio que el intruso era Gwen, con esa decepción apretó casualmente el botón de la escotilla, pero fueron salvados por Tetrax. 
Luego se determina que el paradero del creador es Enkarcecon (El Planeta Prisión), una vez allí entran con el falso nombre de bahía de sanidad número 4, Pero Ben y Gwen deben usar un disfraz de alíen para no ser devorados. Dentro de la prisión Ben cree ver a Vilgax y se transforma en Upchuck dejando a Gwen indefensa. 
Luego de atacar Ben se da cuenta de que no era Vilgax si no una mujer de la misma especie la cual lo patea; en eso el limitante entra en acción dejando al descubierto a Ben y Gwen y aún peor al Omnitrix. Los aliens de la prisión intentan quitárselo, pero Ben y Gwen empiezan a luchar. Tetrax escucha el ataque y decide ayudar, pero es atacado por Six Six. Luego de derrotarlo ayuda a escapar. 
Mayaxx aún no identificada se hace pasar por el creador para salir de allí y cuenta que en verdad si se destruye el Omnitrix el universo también lo haría. Ya dentro de la nave Mayaxx queda al descubierto de que no es el creador pero la dejan en la nave ya que sabe dónde está Azmuth. Este resulta estar en el planeta Zenón pero equipó este planeta con un campo de oscuridad, es ahí cuando Ben usa el modo de caza del Omnitrix para cancelar el campo de oscuridad, pero en eso sufren un ataque de Vilgax. 
Tetrax manda una nave a Ben para que regrese a la nave más grande, pero este es atacado por las naves de Vilgax y llega a la de Tetrax. Ahí anteriormente Gluto, arriesgó su vida para salvar a Gwen. 
Siguiendo con la Historia, Ben y Gwen intentan conducir la nave para no estrellarse en Zenón y lo logran. Mayaxx Dice que Azmuth está ubicado en el valle, al entrar allí sufren un ataque de los Floraunas (Wildvine) los cuales se llevan a Gwen. 
Para intentar salvarla Ben usa el Omnitrix, Mayaxx le dice a Ben que se acelerara la autodestrucción, sin impórtale esto se transforma en Cuatrobrazos pero no logra salvar a Gwen. Llegando al escondite de Azmuth, Ben culpa a Mayaxx por lo que pasó, luego de eso llegan a la puerta de escondite donde un holograma los recibe, a este no le importa nada, en lo que Ben se Transforma en Cannonbolt y derriba la puerta y al creador, descubriendo que eso era un traje y que el creador era un Galvan a quien no le importa lo que pase con el universo, y ahí es cuando reciben otro ataque de Vilgax.
Azmuth reflexiona y decide salvar el universo, así que desactiva el Omnitrix y se esconde, mientras Ben, Tetrax y Mayaxx pelean contra los robots de Vilgax. Cuando Ben se ve en apuros contra 2 robots pasa algo extraño y resulta que Gwen y Gluto están vivos ayudando en la batalla. Ben pierde esperanzas de ganar sin el Omnitrix pero Azmuth lo vuelve a activar y le da un nuevo alíen (Muy Grande) con el cual Ben manda a volar a Vilgax.
Luego Azmuth deja que Ben se quede con el Omnitrix y se va con Mayaxx a otro planeta en una de las cabezas de los robots a modo de nave. De regreso a la tierra Tetrax Regala a Ben una nueva Tabla 3-21 y los deja, Ben quiere ir al centro comercial para compensar su mala actitud con Gwen pero escuchan por la radio que unos robots lo están atacando y parten al rescate.

## Versiones

### Versión 1
Fue estrenada el 1 de septiembre de 2007. Ben aparece como Fuego e inicia una sobrecarga de la bomba de ADN al calentarla y destruyéndola. 

### Versión 2
Fue estrenada el 1 de septiembre de 2007. Sólo cambia su arranque. Se reemplaza a Fuego por Multi Ojos (fue su primera aparición), el cual también destruyó la bomba de ADN.

### Versión 3
Fue estrenada también el 1 de septiembre de 2007. También cambia el inicio. Ben aparece como XLR8 y desactiva la bomba de ADN a gran velocidad, pero esto provoca igualmente una explosión. 

## Reparto
- Tara Strong como Ben Tennyson.
- Meagan Smith como Gwen Tennyson.
- Paul Eiding como Max Tennyson.
- Steve Blum como Vilgax.